# 瑞士天主教教区列表
罗马天主教在瑞士与别处不同，没有设立教省，而是全部直属于教廷管理。目前天主教在瑞士共设有6个教区。
- 天主教巴塞尔教区：主教座堂设在索洛图恩
- 天主教库尔教区：主教座堂设在库尔
- 天主教洛桑、日内瓦暨弗里堡教区：主教座堂设在弗里堡
- 天主教卢加诺教区：主教座堂设在卢加诺
- 天主教圣加仑教区：主教座堂设在圣加仑
- 天主教锡永教区：主教座堂设在锡永